# Titanic II (phim)
Titanic II (còn có tựa đề là Titanic 2) là một bộ phim thảm họa chính kịch năm 2010 do Shane Van Dyke viết kịch bản, đạo diễn và đóng vai chính và được phân phối bởi The Asylum. Mặc dù có tiêu đề là Titanic II, song đây không phải là phần tiếp theo của bộ phim năm 1997, mà chỉ là một bản mô phỏng của bộ phim đó. Titanic II được phát hành trực tiếp trên TV ở Úc vào ngày 7 tháng 8 năm 2010. Tác phẩm được công chiếu lần đầu trên Syfy, trên Sky ở Anh và Ireland vào ngày 9 tháng 8, trước khi ra rạp vào ngày 25 tháng 8 tại Hoa Kỳ. Bộ phim lấy bối cảnh trên một con tàu bản sao hư cấu của Titanic, nơi nó đã thực hiện chuyến hành trình trên tuyến đường ngược với những gì mà con tàu nguyên bản đã đi. Chuyến hành trình bắt đầu đúng 100 năm sau chuyến đi đầu tiên của con tàu RMS Titanic, nhưng sự nóng lên toàn cầu và các tác động của tự nhiên đã khiến lịch sử lặp lại vào đúng đêm định mệnh, nhưng thảm khốc và chết chóc hơn.

## Nội dung
Tại vùng biển Bắc Cực gần sông băng Helheim ở Greenland, có một người đang lướt đi trên những con sóng được tạo nên bởi những tảng băng rơi ra khỏi sông băng và rơi xuống đại dương do tác động của hiện tượng ấm lên toàn cầu. Tuy nhiên, một tảng băng rất lớn đã rơi xuống, tạo ra một con sóng vô cùng lớn. Người lướt sóng đã cố gắng thoát khỏi con sóng, nhưng nó quá nhanh đối với anh, và chỉ trong vài giây, nó bắt kịp anh ta, làm anh chết đuối và nhấn chìm anh ta xuống biển. Thuyền trưởng lực lượng Tuần duyên Hoa Kỳ James Maine, được cử đến điều tra ở Greenland. Khi ông đang ở đó với tiến sĩ Kim Patterson (do Brooke Burns thủ vai), một tảng băng khổng lồ rơi xuống đại dương.
Vào ngày 10 tháng 4 năm 2012, 100 năm sau ngày hạ thủy của tàu RMS Titanic, một tàu du lịch hạng sang mới, trông tương tự như con tàu bạc mệnh, mang tên RMS Titanic II, được đặt tên thánh. Nó bắt đầu chuyến đi đầu tiên của mình - đi trên cùng tuyến đường mà RMS Titanic đã đi 100 năm trước, mặc dù theo hướng ngược lại (từ Thành phố New York, New York, Hoa Kỳ đến Southampton, Anh, Vương quốc Anh). Thuyền trưởng Will Howard (do D. C. Douglas thủ vai) chỉ huy con tàu. Người thiết kế con tàu, Hayden Walsh (do Shane Van Dyke thủ vai) và các y tá của tàu là Amy Maine (do Marie Westbrook thủ vai) và Kelly Wade (do Michelle Glavan thủ vai) có mặt trên tàu. Trong quá trình vượt Đại Tây Dương, thủy thủ đoàn được James Maine cảnh báo về sóng thần. Maine cảnh báo rằng bất kỳ tảng băng nào trong khu vực sẽ bị di chuyển theo hướng di chuyển của sóng thần. Trong lúc vội vã quay trở lại bờ, một trong những động cơ đã bị hỏng trong khi ngay trước mũi tàu là một con sóng và một tảng băng lớn. Chúng đã đâm vào tàu, khiến nhiều hành khách bị thương. Toàn bộ mạn phải của tàu và các đường dốc của xuồng cứu sinh bị dập nát. Hayden và Amy quay trở lại boong tàu và thấy Kelly bị thương nặng. Cả ba trốn thoát và di chuyển đến các boong trên. Trong khi đó, ngược lên phía bắc, một cơn sóng thần lớn hơn nhiều được tạo nên bởi một sông băng khác đang tiến về phía con tàu. Trong quá trình di tản, áp lực lớn được đặt lên các tuabin của tàu. Các tuabin cuối cùng phát nổ, giết chết nhiều người, trong đó có thuyền trưởng Howard. Vụ nổ cũng gây ra một đám cháy lớn trên con tàu Titanic II, con tàu chìm về phía bên mũi, nằm nghiêng ở một góc nhỏ so với mạn phải của nó.
Amy nhận được cuộc gọi từ cha cô, người cảnh báo cô về làn sóng thứ hai, người đã tránh xa thuyền cứu sinh, vì cô biết rằng chúng sẽ bị cuốn trôi bởi làn sóng dữ dội. Kelly sau đó đã bị giết chết khi một cánh cửa rất nặng đè lên người cô. Hayden và Amy đến cơ sở lặn khi họ nghe thấy ai đó bị mắc kẹt. Họ cố gắng giúp anh ta, nhưng anh ta chết sau một cánh cửa bị kẹt. Khi Hayden và Amy đi vào bên trong cơ sở lặn, làn sóng thứ hai ập vào con tàu, lật ngược nó và phá hủy tất cả các thuyền cứu sinh.
Cơ sở lặn của con tàu chỉ có một bình dưỡng khí và bộ đồ lặn mà Hayden đưa cho Amy. Trước khi hy sinh mạng sống của mình cho cô, Hayden đã hôn Amy và với những lời cuối cùng của anh. ấAnnhh nói với cô rằng hãy hồi sức cho anh nếu anh ấy chết đuối trước khi được những người khác cứu. Thuyền trưởng Maine đến để giải cứu Amy và Hayden bằng cách bơi vào bên trong con tàu khi nó chìm. Máy bay trực thăng của ông hết nhiên liệu và bị rơi khi Patterson lên bè cứu sinh. Với con tàu bị ngập nước, "Titanic II" cuối cùng cũng chìm. Sau khi James cứu họ, Amy cố gắng hồi sức cho Hayden nhưng đã quá muộn. Amy, và một số hành khách bị thương không xác định, những người mà Hayden đã ra lệnh cho trực thăng của ông chở đi sơ tán là những người sống sót duy nhất sau thảm họa.

## Diễn viên
- Shane Van Dyke trong vai Hayden Walsh, chủ tàu
- Marie Westbrook trong vai Amy Maine, một trong những y tá của con tàu và là tình nhân của Hayden
- Bruce Davison trong vai Đại úy James Maine, cha của Amy và là chỉ huy trực thăng của Lực lượng Bảo vệ Bờ biển Hoa Kỳ
- Michelle Glavan trong vai Kelly Wade, một y tá khác của con tàu, đồng thời là đồng nghiệp và bạn của Amy
- DC Douglas trong vai thuyền trưởng Will Howard, thuyền trưởng của con tàu
- Brooke Burns trong vai Tiến sĩ Kim Patterson
- Josh Roman trong vai Elliot Snipes
- Carey Van Dyke trong vai Sĩ quan thứ nhất Elmer Coolidge
- Dylan Vox trong vai Sĩ quan thứ hai Dwayne Stevens
- Wittly Jourdan trong vai Elijia Stacks
- Kendra Waldman trong vai Madeline Kay

## Sản xuất

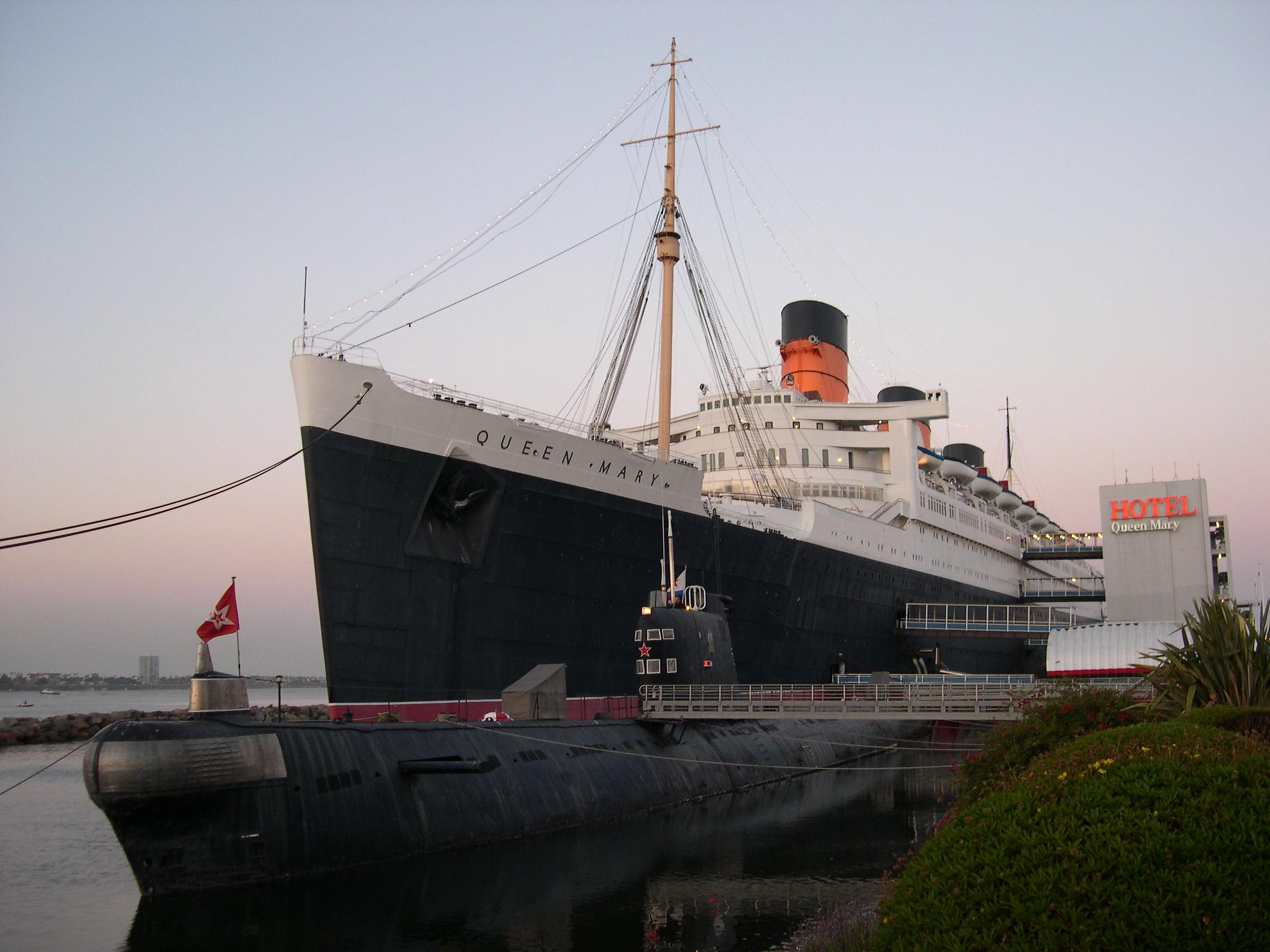
RMS Queen Mary, con tàu được sử dụng trong bộ phim dưới tên gọi RMS Titanic II

RMS Queen Mary được sử dụng như một con tàu khách sạn và điểm thu hút khách du lịch ở Long Beach, California được sử dụng làm đạo cụ cho RMS Titanic II trong các cảnh khởi hành và một số cảnh bên trong khoang tàu. Con tàu trước đây đã được sử dụng làm hình mẫu cho những con tàu viễn dương có số phận tương tự SS Poseidon trong The Poseidon Adventure (1972) và RMS Titanic trong miniseries truyền hình S.OS Titanic năm 1979.

## Đón nhận
Bộ phim đã nhận được phản ứng tiêu cực từ hầu hết các nhà phê bình phim. Trên trang web TheCriticalCritics.com, bộ phim được đánh giá là "một cái túi chứa đầy những thứ hổ lốn" vì "nó hay hơn người ta có thể mong đợi, nhưng không hay như người ta có thể hy vọng."Mặc dù bị đánh giá chung là "khá mờ nhạt" cũng như "đầy rẫy những khuôn sáo trong phim thảm họa", diễn xuất của một số diễn viên vẫn được đánh giá cao để khen ngợi, đặc biệt là Bruce Davison trong vai một thuyền trưởng kỳ cựu của Lực lượng Tuần duyên Hoa Kỳ. Tổng thể bộ phim được đánh giá là "Don't Bother".